# Pachytroctes neoleonensis
Pachytroctes neoleonensis är en insektsart som beskrevs av Garcia Aldrete 1986. Pachytroctes neoleonensis ingår i släktet Pachytroctes och familjen Pachytroctidae. Inga underarter finns listade i Catalogue of Life.